# 小行星列表/111101-111200
| 名稱         | 臨時編號   | 發現日期       | 發現地點   | 發現者                         |
| ------------ | ---------- | -------------- | ---------- | ------------------------------ |
| 小行星111101 | 2001 VC74  | 2001年11月11日 | 索科罗     | 林肯近地小行星研究小组         |
| 小行星111102 | 2001 VF74  | 2001年11月12日 | 索科罗     | 林肯近地小行星研究小组         |
| 小行星111103 | 2001 VX74  | 2001年11月14日 | 基特峰     | 太空监视                       |
| 小行星111104 | 2001 VE75  | 2001年11月11日 | 帕洛马山   | 近地小行星追踪                 |
| 小行星111105 | 2001 VC78  | 2001年11月11日 | 基特峰     | 太空监视                       |
| 小行星111106 | 2001 VO78  | 2001年11月15日 | 索科罗     | 林肯近地小行星研究小组         |
| 小行星111107 | 2001 VZ79  | 2001年11月9日  | 帕洛马山   | 近地小行星追踪                 |
| 小行星111108 | 2001 VG80  | 2001年11月9日  | 帕洛马山   | 近地小行星追踪                 |
| 小行星111109 | 2001 VB81  | 2001年11月10日 | 帕洛马山   | 近地小行星追踪                 |
| 小行星111110 | 2001 VK82  | 2001年11月10日 | 索科罗     | 林肯近地小行星研究小组         |
| 小行星111111 | 2001 VO84  | 2001年11月12日 | 索科罗     | 林肯近地小行星研究小组         |
| 小行星111112 | 2001 VU84  | 2001年11月12日 | 索科罗     | 林肯近地小行星研究小组         |
| 小行星111113 | 2001 VK85  | 2001年11月12日 | 索科罗     | 林肯近地小行星研究小组         |
| 小行星111114 | 2001 VR86  | 2001年11月13日 | 索科罗     | 林肯近地小行星研究小组         |
| 小行星111115 | 2001 VW86  | 2001年11月15日 | 索科罗     | 林肯近地小行星研究小组         |
| 小行星111116 | 2001 VA87  | 2001年11月15日 | 索科罗     | 林肯近地小行星研究小组         |
| 小行星111117 | 2001 VJ87  | 2001年11月11日 | 基特峰     | 太空监视                       |
| 小行星111118 | 2001 VZ87  | 2001年11月12日 | 海勒卡拉   | 近地小行星追踪                 |
| 小行星111119 | 2001 VO88  | 2001年11月15日 | 帕洛马山   | 近地小行星追踪                 |
| 小行星111120 | 2001 VV88  | 2001年11月12日 | 可可尼诺县 | 洛厄尔天文台近地小行星搜寻计划 |
| 小行星111121 | 2001 VV89  | 2001年11月13日 | 索科罗     | 林肯近地小行星研究小组         |
| 小行星111122 | 2001 VX89  | 2001年11月15日 | 索科罗     | 林肯近地小行星研究小组         |
| 小行星111123 | 2001 VL90  | 2001年11月15日 | 索科罗     | 林肯近地小行星研究小组         |
| 小行星111124 | 2001 VF91  | 2001年11月15日 | 索科罗     | 林肯近地小行星研究小组         |
| 小行星111125 | 2001 VL91  | 2001年11月15日 | 索科罗     | 林肯近地小行星研究小组         |
| 小行星111126 | 2001 VG92  | 2001年11月15日 | 索科罗     | 林肯近地小行星研究小组         |
| 小行星111127 | 2001 VJ92  | 2001年11月15日 | 索科罗     | 林肯近地小行星研究小组         |
| 小行星111128 | 2001 VN92  | 2001年11月15日 | 索科罗     | 林肯近地小行星研究小组         |
| 小行星111129 | 2001 VQ92  | 2001年11月15日 | 索科罗     | 林肯近地小行星研究小组         |
| 小行星111130 | 2001 VS92  | 2001年11月15日 | 索科罗     | 林肯近地小行星研究小组         |
| 小行星111131 | 2001 VT92  | 2001年11月15日 | 索科罗     | 林肯近地小行星研究小组         |
| 小行星111132 | 2001 VX92  | 2001年11月15日 | 索科罗     | 林肯近地小行星研究小组         |
| 小行星111133 | 2001 VY92  | 2001年11月15日 | 索科罗     | 林肯近地小行星研究小组         |
| 小行星111134 | 2001 VZ93  | 2001年11月15日 | 索科罗     | 林肯近地小行星研究小组         |
| 小行星111135 | 2001 VE94  | 2001年11月15日 | 索科罗     | 林肯近地小行星研究小组         |
| 小行星111136 | 2001 VJ94  | 2001年11月15日 | 索科罗     | 林肯近地小行星研究小组         |
| 小行星111137 | 2001 VP94  | 2001年11月15日 | 索科罗     | 林肯近地小行星研究小组         |
| 小行星111138 | 2001 VK95  | 2001年11月15日 | 索科罗     | 林肯近地小行星研究小组         |
| 小行星111139 | 2001 VS95  | 2001年11月15日 | 索科罗     | 林肯近地小行星研究小组         |
| 小行星111140 | 2001 VV96  | 2001年11月15日 | 索科罗     | 林肯近地小行星研究小组         |
| 小行星111141 | 2001 VY97  | 2001年11月15日 | 索科罗     | 林肯近地小行星研究小组         |
| 小行星111142 | 2001 VL98  | 2001年11月15日 | 索科罗     | 林肯近地小行星研究小组         |
| 小行星111143 | 2001 VM98  | 2001年11月15日 | 索科罗     | 林肯近地小行星研究小组         |
| 小行星111144 | 2001 VH99  | 2001年11月15日 | 索科罗     | 林肯近地小行星研究小组         |
| 小行星111145 | 2001 VR99  | 2001年11月15日 | 索科罗     | 林肯近地小行星研究小组         |
| 小行星111146 | 2001 VT99  | 2001年11月15日 | 索科罗     | 林肯近地小行星研究小组         |
| 小行星111147 | 2001 VW99  | 2001年11月15日 | 索科罗     | 林肯近地小行星研究小组         |
| 小行星111148 | 2001 VY99  | 2001年11月15日 | 索科罗     | 林肯近地小行星研究小组         |
| 小行星111149 | 2001 VO101 | 2001年11月12日 | 索科罗     | 林肯近地小行星研究小组         |
| 小行星111150 | 2001 VS101 | 2001年11月12日 | 索科罗     | 林肯近地小行星研究小组         |
| 小行星111151 | 2001 VX101 | 2001年11月12日 | 索科罗     | 林肯近地小行星研究小组         |
| 小行星111152 | 2001 VZ102 | 2001年11月12日 | 索科罗     | 林肯近地小行星研究小组         |
| 小行星111153 | 2001 VA104 | 2001年11月12日 | 索科罗     | 林肯近地小行星研究小组         |
| 小行星111154 | 2001 VG104 | 2001年11月12日 | 索科罗     | 林肯近地小行星研究小组         |
| 小行星111155 | 2001 VO104 | 2001年11月12日 | 索科罗     | 林肯近地小行星研究小组         |
| 小行星111156 | 2001 VR104 | 2001年11月12日 | 索科罗     | 林肯近地小行星研究小组         |
| 小行星111157 | 2001 VZ104 | 2001年11月12日 | 索科罗     | 林肯近地小行星研究小组         |
| 小行星111158 | 2001 VJ107 | 2001年11月12日 | 索科罗     | 林肯近地小行星研究小组         |
| 小行星111159 | 2001 VA108 | 2001年11月12日 | 索科罗     | 林肯近地小行星研究小组         |
| 小行星111160 | 2001 VE108 | 2001年11月12日 | 索科罗     | 林肯近地小行星研究小组         |
| 小行星111161 | 2001 VT108 | 2001年11月12日 | 索科罗     | 林肯近地小行星研究小组         |
| 小行星111162 | 2001 VY111 | 2001年11月12日 | 索科罗     | 林肯近地小行星研究小组         |
| 小行星111163 | 2001 VW112 | 2001年11月12日 | 索科罗     | 林肯近地小行星研究小组         |
| 小行星111164 | 2001 VM113 | 2001年11月12日 | 索科罗     | 林肯近地小行星研究小组         |
| 小行星111165 | 2001 VJ114 | 2001年11月12日 | 索科罗     | 林肯近地小行星研究小组         |
| 小行星111166 | 2001 VN115 | 2001年11月12日 | 索科罗     | 林肯近地小行星研究小组         |
| 小行星111167 | 2001 VZ115 | 2001年11月12日 | 索科罗     | 林肯近地小行星研究小组         |
| 小行星111168 | 2001 VQ116 | 2001年11月12日 | 索科罗     | 林肯近地小行星研究小组         |
| 小行星111169 | 2001 VO117 | 2001年11月12日 | 索科罗     | 林肯近地小行星研究小组         |
| 小行星111170 | 2001 VG120 | 2001年11月12日 | 索科罗     | 林肯近地小行星研究小组         |
| 小行星111171 | 2001 VL120 | 2001年11月12日 | 索科罗     | 林肯近地小行星研究小组         |
| 小行星111172 | 2001 VK121 | 2001年11月15日 | 帕洛马山   | 近地小行星追踪                 |
| 小行星111173 | 2001 VX121 | 2001年11月13日 | 海勒卡拉   | 近地小行星追踪                 |
| 小行星111174 | 2001 VZ121 | 2001年11月13日 | 海勒卡拉   | 近地小行星追踪                 |
| 小行星111175 | 2001 VT122 | 2001年11月15日 | 帕洛马山   | 近地小行星追踪                 |
| 小行星111176 | 2001 VU122 | 2001年11月15日 | 帕洛马山   | 近地小行星追踪                 |
| 小行星111177 | 2001 VY122 | 2001年11月11日 | 可可尼诺县 | 洛厄尔天文台近地小行星搜寻计划 |
| 小行星111178 | 2001 VL125 | 2001年11月11日 | 基特峰     | 太空监视                       |
| 小行星111179 | 2001 WG    | 2001年11月16日 | 小田郡     | 美星小行星追蹤望遠鏡           |
| 小行星111180 | 2001 WV2   | 2001年11月16日 | 基特峰     | 太空监视                       |
| 小行星111181 | 2001 WB4   | 2001年11月17日 | 基特峰     | 太空监视                       |
| 小行星111182 | 2001 WF4   | 2001年11月19日 | 大泉天文台 | 小林隆男                       |
| 小行星111183 | 2001 WM5   | 2001年11月17日 | 海勒卡拉   | 近地小行星追踪                 |
| 小行星111184 | 2001 WZ6   | 2001年11月17日 | 索科罗     | 林肯近地小行星研究小组         |
| 小行星111185 | 2001 WH7   | 2001年11月17日 | 索科罗     | 林肯近地小行星研究小组         |
| 小行星111186 | 2001 WA8   | 2001年11月17日 | 索科罗     | 林肯近地小行星研究小组         |
| 小行星111187 | 2001 WG8   | 2001年11月17日 | 索科罗     | 林肯近地小行星研究小组         |
| 小行星111188 | 2001 WG9   | 2001年11月17日 | 索科罗     | 林肯近地小行星研究小组         |
| 小行星111189 | 2001 WW9   | 2001年11月17日 | 索科罗     | 林肯近地小行星研究小组         |
| 小行星111190 | 2001 WO13  | 2001年11月17日 | 索科罗     | 林肯近地小行星研究小组         |
| 小行星111191 | 2001 WY15  | 2001年11月26日 | 索科罗     | 林肯近地小行星研究小组         |
| 小行星111192 | 2001 WX16  | 2001年11月17日 | 索科罗     | 林肯近地小行星研究小组         |
| 小行星111193 | 2001 WO17  | 2001年11月17日 | 索科罗     | 林肯近地小行星研究小组         |
| 小行星111194 | 2001 WP18  | 2001年11月17日 | 索科罗     | 林肯近地小行星研究小组         |
| 小行星111195 | 2001 WG19  | 2001年11月17日 | 索科罗     | 林肯近地小行星研究小组         |
| 小行星111196 | 2001 WO19  | 2001年11月17日 | 索科罗     | 林肯近地小行星研究小组         |
| 小行星111197 | 2001 WF20  | 2001年11月17日 | 索科罗     | 林肯近地小行星研究小组         |
| 小行星111198 | 2001 WX20  | 2001年11月18日 | 索科罗     | 林肯近地小行星研究小组         |
| 小行星111199 | 2001 WW21  | 2001年11月18日 | 索科罗     | 林肯近地小行星研究小组         |
| 小行星111200 | 2001 WZ22  | 2001年11月27日 | 索科罗     | 林肯近地小行星研究小组         |